# Radio Peter Flowers
Radio Peter Flowers è stata una radio milanese attiva negli anni ottanta. Il proprietario, l'editore Pietro Fioravanti, da cui il nome Peter Flowers, era un importante commerciante/importatore di calzature (gli stivali "Alvarez - Camperos" erano i più costosi e più ambiti in quegli anni). La sede storica della radio era a Milano in via San Michele del Carso al Numero 2, successivamente si trasferì nella sede di via San Galdino.

## Storia
Nasce il 3 settembre 1979, come una emittente votata al rock e al metal, e va via via ammorbidendosi agli inizi degli anni ottanta sotto la direzione artistica di Mario Panda (Ex Radio Babboleo di Genova). La radio trasmetteva sulle frequenze di 96,900 MHz, 100,600 MHz, 104,500 MHz e 104,800 MHz.
Tra i Deejay della radio si segnalano Gigi Farina (uno dei primi deejay) e Franchino Rago (che assieme a Gigi formò successivamente il gruppo Atelier Folie), Massimo Oldani oggi a Radio Capital, Claudio Simoncini, Sandro Bramati, Mario Iudicello, Ronnie Jones, il DJ e producer Clay Remini, Marco Garavelli oggi a Radio Lombardia, Thomas Damiani, Mario Voiello (Mario Panda), Giacomo Zito (Giacomo Cassina), Franco Lazzari, Willy Mazzoni, Gianni Bosio, Lisa Mazzotti, la doppiatrice Danja Cericola oggi, Enrico Gnerre (Enrico Ray), Sandro Bramati, il compianto Joele Campana e Guido Monti, dj e direttore artistico di Radio Peter Flowers.
Tecnici, i fonici e registi erano: Luca Buratto, Umberto Cappellato, Paolo Fiorino, Jonathan, Auro Monti, Antonio Guido, Felix.
Questi altri dj e giornalisti che hanno contribuito, e non poco, alla storia di Radio Peter Flowers (diventata successivamente Peter Flowers FM): Corrado Trisoglio, Teo Mangione, Andrea Rivetta, Jody Passatutto, Massimo Valli, Carlo Caffo (Amerigo), Daniele Sassi, Ivano Lenny, Massimo, Fabio Massimo Bonini, Deponti, Paolo Dini, Max Pagani, Eri Garuti, Paolo Alberti, Alberto Brandi, Tiziano Crudeli, Andrea Berton, Carlo Pellegatti, Mauro Suma, Massimo Cerri, Fabio Santini. Ezio Costa ne chiuse i battenti il 30 maggio 1993.